# Sophie Devienne

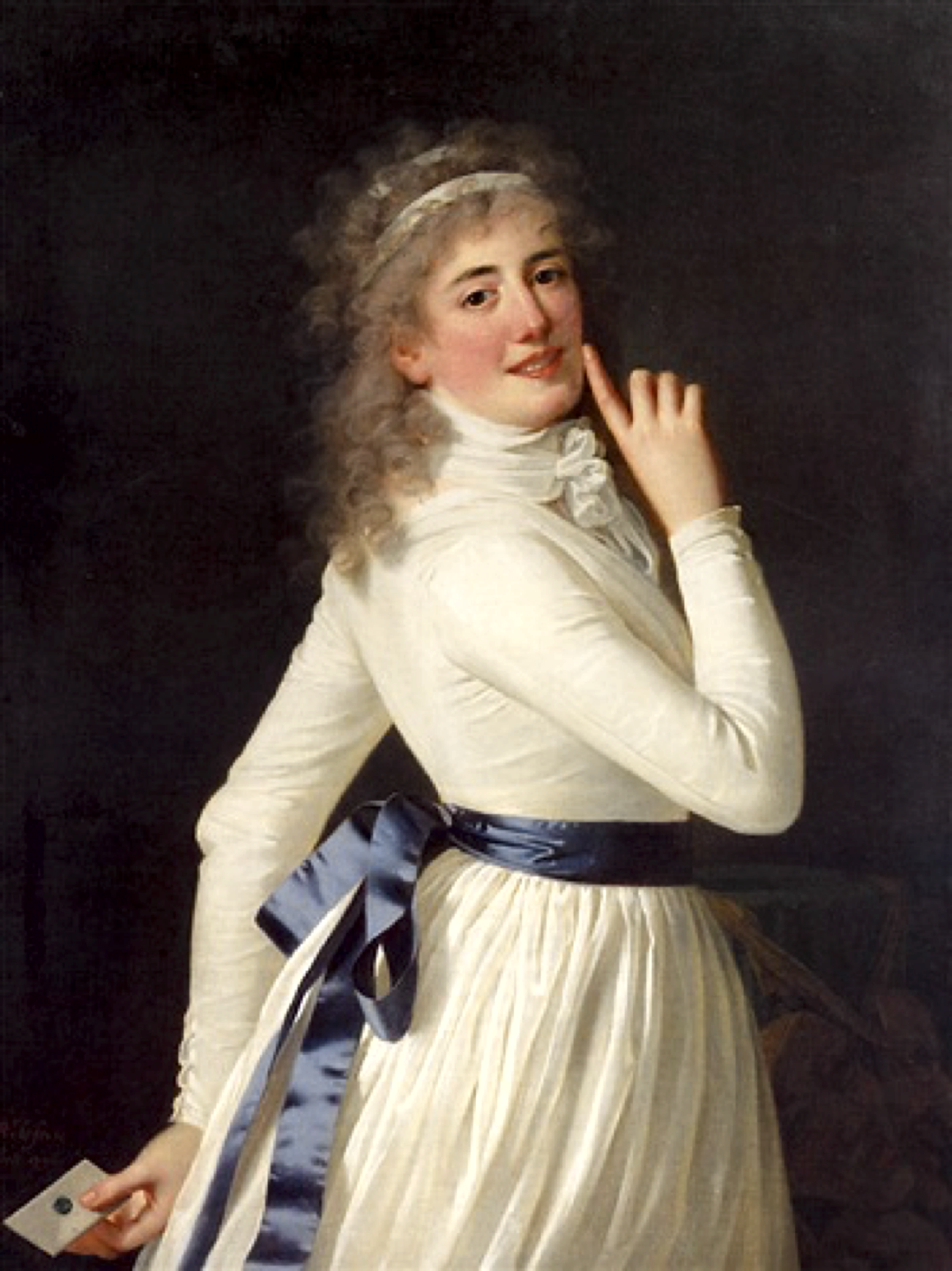
Sophie Devienne

Jeanne-Françoise Thévenin, bekannt als Sophie Devienne (* 21. Juni 1763 in Lyon; † 20. November 1841 in Paris), war eine französische Schauspielerin.
Über Deviennes Herkunft ist lediglich bekannt, dass ihr Vater Tischlermeister war. Auch der frühe Werdegang liegt im Dunkeln. Erstmals Erwähnung fand sie, 19-jährig, im Jahr 1782 als Schauspielerin in Brüssel. Ihr Debüt an der Comédie-Française hatte sie im Jahr 1785, wobei sie sich schnell als Soubrette beliebt machte und in die Société de la Comédie-Française aufgenommen wurde.
Die Comédie wurde im Zuge der Französischen Revolution aufgelöst und unter der Terrorherrschaft wurde sie, wie die meisten ihrer Kollegen, in Haft genommen, jedoch nach dem Sturz Robespierres wieder auf freien Fuß gesetzt.
Es gelang ihr, ein Engagement im Théâtre Montansier einzugehen, wo sie ihren Kollegen Molé wieder traf. Sie wechselte sehr schnell, im Jahr 1794, an das Théâtre Louvois und schließlich ans Théâtre Feydeau, wo sie bis zur Wiedergründung der Comédie, 1799, spielte.
An der Comédie nahm sie wieder ihren alten Platz, als fester Bestandteil des Ensembles, ein. Im Jahr 1809 heiratete sie den Bankier und Leiter des Kaiserlichen Botendiensts Antoine Gévaudan. Sie zog sich fortan zunehmend von der Bühne zurück, bis sie 1813 ihren Bühnenabschied nahm. Sie verzichtete dabei auf die ihr zustehende Pension der Comédie, schenkte dafür der Comédie eine Büste von Marie-Anne Botot Dangeville. Devienne zog in ein großes, rustikales Landhaus in Rungis, in dem sie ihre alten Eltern aufnahm.
Ihr Sohn starb jung im Jahr 1816 und zehn Jahre später ihr Ehemann. Auch wenn sie ihren Lebensabend in Rungis verbrachte, verstarb sie, 78-jährig, in Paris.